# 오바타촌 (돗토리현)
오바타촌(小畑村)은 돗토리현 야즈군에 있던 촌이다. 1896년 3월 31일까지 핫토군에 속해있었다.

## 역사
- 1889년 10월 1일 - 정촌제 시행에 의해 핫토군 오바타촌이 성립하였다.
- 1896년 4월 1일 - 야카미군, 핫토군, 지즈군이 합병해 야즈군이 성립하여, 야즈군 와카사촌이 되었다.
- 1916년 4월 1일 - 핫토촌 (초대)과 합병해, 새로운 핫토촌 (2대)이 성립하여, 동일 오바타촌은 폐지되었다.